# Принцип возможных перемещений
При́нцип возмо́жных перемеще́ний — один из вариационных принципов в теоретической механике, устанавливающий общее условие равновесия механической системы. Согласно этому принципу, для равновесия механической системы с идеальными связями необходимо и достаточно, чтобы сумма виртуальных работ {\displaystyle A_{i}} только активных сил на любом возможном перемещении системы была равна нулю (если система приведена в это положение с нулевыми скоростями).
Количество линейно независимых уравнений равновесия, которые можно составить для механической системы, исходя из принципа возможных перемещений, равно количеству степеней свободы этой механической системы.
Возможными перемещениями несвободной механической системы называются воображаемые бесконечно малые перемещения, допускаемые в данный момент наложенными на систему связями (при этом время, входящее явно в уравнения нестационарных связей, считается зафиксированным). Проекции возможных перемещений на декартовы координатные оси называются вариациями декартовых координат.
Если, например, на систему наложено {\displaystyle l} голономных реономных связей:
{\displaystyle f_{\alpha }({\vec {r}},t)=0,\quad \alpha ={\overline {1,l}}}
То возможные перемещения {\displaystyle \Delta {\vec {r}}} — это те, которые удовлетворяют
{\displaystyle \sum _{i=1}^{N}{\frac {\partial f_{\alpha }}{\partial {\vec {r}}}}\cdot \Delta {\vec {r}}+{\frac {\partial f_{\alpha }}{\partial t}}\Delta t=0,\quad \alpha ={\overline {1,l}}}
А виртуальные {\displaystyle \delta {\vec {r}}}:
{\displaystyle \sum _{i=1}^{N}{\frac {\partial f_{\alpha }}{\partial {\vec {r}}}}\delta {\vec {r}}=0,\quad \alpha ={\overline {1,l}}}
Виртуальные перемещения, вообще говоря, не имеют отношения к процессу движения системы — они вводятся лишь для того, чтобы выявить существующие в системе соотношения сил и получить условия равновесия. Малость же перемещений нужна для того, чтобы можно было считать реакции идеальных связей неизменными.

## Принцип виртуальных перемещений
Согласно этому принципу: для равновесия механической системы, на точки которой наложены стационарные удерживающие идеальные связи, необходимо и достаточно, чтобы сумма виртуальных работ всех активных сил, приложенных к точкам системы, при любом виртуальном перемещении системы была равны нулю. Предполагается, что силы реакции связи (неактивные) не совершают работы из-за постулата идеальности связей. Виртуальными перемещениями называются бесконечно малые перемещения, допускаемые связями, при «замороженном времени». То есть они отличаются от возможных перемещений только когда связи реономны (явно зависят от времени). Математически это запишется в виде
{\displaystyle \delta A=\sum _{i=1}^{n}{\textbf {F}}_{i}\cdot \delta {\textbf {r}}_{i}=0}

Два шарнирно закреплённые стержня помещены на идеально гладкий цилиндр. Вес каждого стержня равен P.

Рассмотрим два стержня длиной 2l, соединённые шарнирно в точке B, помещённые на цилиндр радиуса r (см. рис). Вычислим расстояние z как функцию обобщённой координаты φ
{\displaystyle z=AB-OB=l\cos {\phi }-{\frac {r}{\sin {\phi }}}\,}
а виртуальная работа получится из вариации δz
{\displaystyle \delta A=2P\delta z=2P\left(-l\sin {\phi }+{\frac {r\cos {\phi }}{\sin ^{2}{\phi }}}\right)\delta \phi =0\,.}
Это равенство должно выполняться для всех возможных {\displaystyle \delta \phi }, откуда получаем уравнение для определения угла {\displaystyle \phi }:
{\displaystyle {\frac {r\cos {\phi }}{\sin ^{2}{\phi }}}-l\sin {\phi }=0\,.}